# Associazione Calcio Udinese 1943-1944
Questa voce raccoglie le informazioni riguardanti l'Associazione Calcio Udinese nelle competizioni ufficiali della stagione 1943-1944.

## Rosa
| N. |                   | Ruolo | Calciatore           |
| -- | ----------------- | ----- | -------------------- |
|    | Italia (bandiera) | D     | Marco Barbot         |
|    | Italia (bandiera) | A     | Antonio Bertoli      |
|    | Italia (bandiera) | P     | Francesco Biasatti   |
|    | Italia (bandiera) | P     | Gino Cantoni         |
|    | Italia (bandiera) | C     | Bruno Chizzo         |
|    | Italia (bandiera) | D     | Giovanni Clocchiatti |
|    | Italia (bandiera) |       | Cossat               |
|    | Italia (bandiera) | D     | Stefanino De Stefano |
|    | Italia (bandiera) | C     | Athos Dianti         |

| N. |                   | Ruolo | Calciatore        |
| -- | ----------------- | ----- | ----------------- |
|    | Italia (bandiera) |       | Luigi Di Pasquale |
|    | Italia (bandiera) | A     | Walter D'Odorico  |
|    | Italia (bandiera) | A     | Emilio Ferrari    |
|    | Italia (bandiera) | D     | Glauco Ferron     |
|    | Italia (bandiera) | D     | Severino Feruglio |
|    | Italia (bandiera) | D     | Sergio Manente    |
|    | Italia (bandiera) | C     | Silvano Pravisano |
|    | Italia (bandiera) | C     | Vito Servello     |